# Pseudocapritermes
Pseudocapritermes es un género de termitas isópteras perteneciente a la familia Termitidae que tiene las siguientes especies:
1. Pseudocapritermes angustignathus
2. Pseudocapritermes bhutanensis
3. Pseudocapritermes fletcheri
4. Pseudocapritermes jiangchengensis
5. Pseudocapritermes karticki
6. Pseudocapritermes kemneri
7. Pseudocapritermes largus
8. Pseudocapritermes megacephalus
9. Pseudocapritermes minutus
10. Pseudocapritermes planimentus
11. Pseudocapritermes prosilvaticus
12. Pseudocapritermes pseudolaetus
13. Pseudocapritermes roonwali
14. Pseudocapritermes sinensis
15. Pseudocapritermes sowerbyi
16. Pseudocapritermes tikadari